# 2010年中華民國縣市改制直轄市
| 臺北市 新北市 桃園市 臺中市 臺南市 高雄市 |

2010年中華民國縣市改制直轄市，俗稱五都改制、五都升格、或逕稱為縣市合併，為中華民國調整其行政區劃，將部分原臺灣省轄市改制、合併改制或與原有直轄市改制為新直轄市的措施，於2010年12月25日實施。這也是臺灣在1950年設置5市16縣後，首次大規模的行政區劃調整。

## 背景
臺灣現今之行政區劃成型於日治中期的1920年代，當時日本當局針對全台灣劃分為臺北州、新竹州、臺中州、臺南州、高雄州等五州以及花蓮港廳、臺東廳、澎湖廳等三廳。1945年臺灣進入中華民國時期後，沿用日治時期既有之行政區劃範圍，將州、廳重新切分為數縣，縣之下的鄉、鎮則直接承襲日治時期之庄、街，邊界無大幅調整；但原有的州轄市脫離縣，改為與縣同級的省轄市，同時增設隸屬於縣之下的縣轄市，埋下後來調整行政區的遠因。
在臺灣改隸中華民國之初，臺灣人口最多的臺北市人口也僅30萬餘（詳見臺灣城市歷史人口），市的行政區範圍比起地理上的市區大上許多。但隨著半世紀的發展，至2010年人口超過百萬的都會區就有五處，當年的行政區就顯的過度狹小。期間雖有部份縣的鄉鎮併入直轄市，但仍有市區連綿至鄰近縣份、但分屬不同縣市管轄之狀況。又由於直轄市與省轄縣市所能獲得之補助款不同，往往導致省市界兩側無論在基礎建設、教育、交通有顯著不同的情況，於是陸續有行政區大幅改制的呼聲。

## 改制經過
1997年，行政院研考會(今中華民國國家發展委員會)發表計畫，預定將中華民國自由地區當時的兩省兩市重新劃分為六省三市一特區，但未實現。此後陸續有政治人物提出相關見解，例如「三都十五縣」（馬英九）、「四省兩特區雙首都」（呂秀蓮）及「六星計畫」（謝長廷）。其共同點在於整併過多的縣、擴大既有市的範圍、以及中部再設一處直轄市。

### 「三都十五縣」的推動
是次行政區改制，根本上繼承自三都十五縣構想，其最初為2000年連戰首度參選中華民國總統時所推出的政見之一。爾後，復為馬英九擔任中國國民黨主席期間所提之政見，於就任中華民國總統（2008－2016）後成為重大施政方針之一；大致方向為臺灣北、中、南各設一直轄市，其餘省轄市與縣合併。
馬英九上任總統後推動《地方制度法》修訂，賦予地方縣市政府經議會同意後有權申請升格，再由中央政府做最後定奪。由於《地方制度法》規定直轄市門檻之一為人口需125萬以上，符合的臺北縣、桃園縣、彰化縣在會議通過後即送件內政部。人口不符者則以「合併升格」方式達成，如臺中縣與臺中市、雲林縣與嘉義縣、臺南縣與臺南市等；較為特別者為高雄縣，雖然相鄰的高雄市已經為直轄市，仍以合併方式申請改制。

### 改制審查
首波審查於2009年6月23日進行，在學界及官方組成的審查委員開會後，無異議通過臺北縣、臺中市縣及高雄市縣改制，其餘均被駁回。
特別的是臺南縣市合併案以歷史文化優勢獲得部份委員發言表達支持。由於意見未有共識，遂呈至行政院再次審議。同月29日再召開的會議中，行政院認為臺南市縣「為南部地區的產、學、研科技重鎮。未來合併改制後，將可作為雲嘉南地區的核心都市」等理由，宣佈通過臺南縣市合併案。最後的定案與原本「三都十五縣」的構想亦有不同：
- 臺北縣升格改制為新北市。
- 臺中縣市合併改制為臺中市。
- 臺南縣市合併改制為臺南市。
- 高雄縣市合併改制為高雄市。
- 其餘縣市均駁回
  - 但桃園縣2012年再次申請改制，並審查通過。

### 改制爭議
五都合併改制案確定後，仍有爭議存在，並遭到當時在野黨民主進步黨的抨擊。其中最廣泛討論的是：五個直轄市的總人口將佔全國60%以上，其他縣市的資源會因大都市升格而被稀釋並造成邊緣化，城鄉發展可能將有更大的落差。在直轄市內部方面，某些區域更不在都市化範圍內，有五都總面積過大的質疑。
除此之外，若依照馬英九先前提出之三都十五縣政策，臺北市、臺北縣以及基隆市將進行合併改制為直轄市。然實際上僅台北縣獨立升格為新北市，「市中有市」的規劃導致基隆市分治而不直接合併，且或有遭邊緣化的可能。另外根據中華民國的《地方制度法》，省轄縣市人口突破200萬即有成為直轄市資格。然桃園縣人口數已經在2010年6月7日（五都改制正式生效前）突破200萬人，因此有升格之呼聲。最後中央以「準直轄市」之規定，準用該縣相當於直轄市的編制與財稅。但轄內仍有為何無法正式升格之質疑。最終桃園縣在2014年12月25日升格為直轄市，改名為桃園市。
臺南市一度提議將合併後市名改為「臺南府」、「臺南府市」或「新南市」 的構想，但行政院核定名稱為「臺南市」不變。另外由於改制會造成既有自治鄉鎮市公所，改為不具法人身分、市政府派出機關區公所，在行政院於2009年6月通過後的一年餘內，各縣市部分民代據此而提出撤銷案，但因法令無退場機制而未成，並隨著2010年底正式實施而無後續討論。而屏東縣則曾有屏東市長葉壽山主張「高屏合都」、屏東縣併入高雄市的構想。
| 變更                              | 2009年6月 總人口 | 總面積(km²) | 地圖（前） | 地圖（前） | 地圖（前） | 地圖（後） |
| --------------------------------- | ---------------- | ----------- | ---------- | ---------- | ---------- | ---------- |
| 臺北市 + 新北市 + 基隆市 → 臺北市 | 6,854,715        | 2,457.1244  |            |            |            |            |
| 桃園市 + 新竹縣 + 新竹市 → 新竹市 |                  |             |            |            |            |            |
| 臺中市 + 彰化縣 + 南投縣 → 臺中市 |                  |             |            |            |            |            |
| 臺南市 + 嘉義縣 + 雲林縣 → 臺南市 |                  |             |            |            |            |            |
| 臺東縣 + 花蓮縣 + 宜蘭縣 → 臺東市 |                  |             |            |            |            |            |
| 屏東縣 + 高雄縣 + 高雄市 → 高屏市 |                  |             |            |            |            |            |

## 改作業

### 新舊承襲關係
據內政部表示，縣市合併後的新直轄市，原有的資產、負債、人員及其他權利義務，由改制後的直轄市概括承受。但縣市合併後，既有的自治法規會隨之廢止，本質上應視為原有的市、縣同時消滅，再成立新直轄市。
以高雄市為例，雖原先即為直轄市。但與高雄縣合併改制後，首任民選市長仍從第1屆開始計算，故並非高雄縣「併入」高雄市，而是兩者合併再改制。而臺南市在合併改制後，市辦重劃區亦重新編號：例如臺南直轄市第二期重劃區為東區平實營區重劃區，而臺南省轄市時代的第二期重劃區位於南區桶盤淺。

### 政府組織
預定改制之市縣，其首長及議員之任期順延至2010年12月24日，以銜接直轄市改制。另外由於法律規定直轄市之區長一律官派，故既有縣之下的鄉鎮市選舉則不再進行。另又在2010年1月修正《地方制度法》，其中第58條規定鄉鎮市長可轉任區長一任，但排除涉案且已起訴、已連任二屆、依法代理之原鄉鎮市長轉任。

### 行政區改制

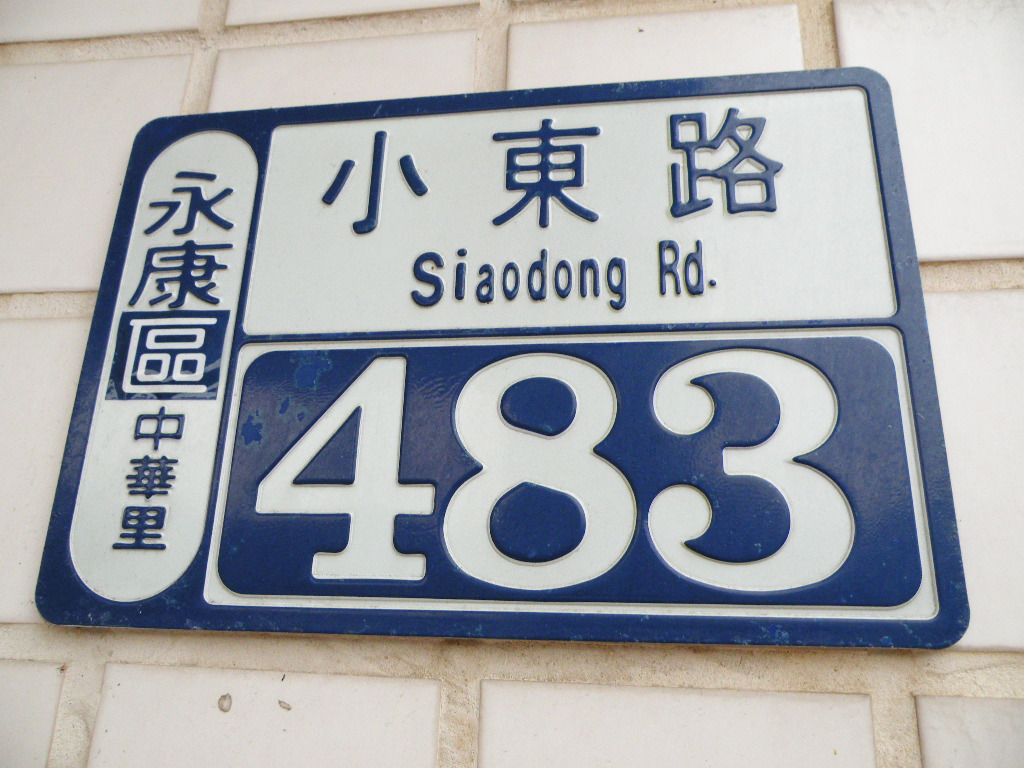
政府印製「區」貼紙以更正門牌（攝於臺南市永康區網寮郵局）

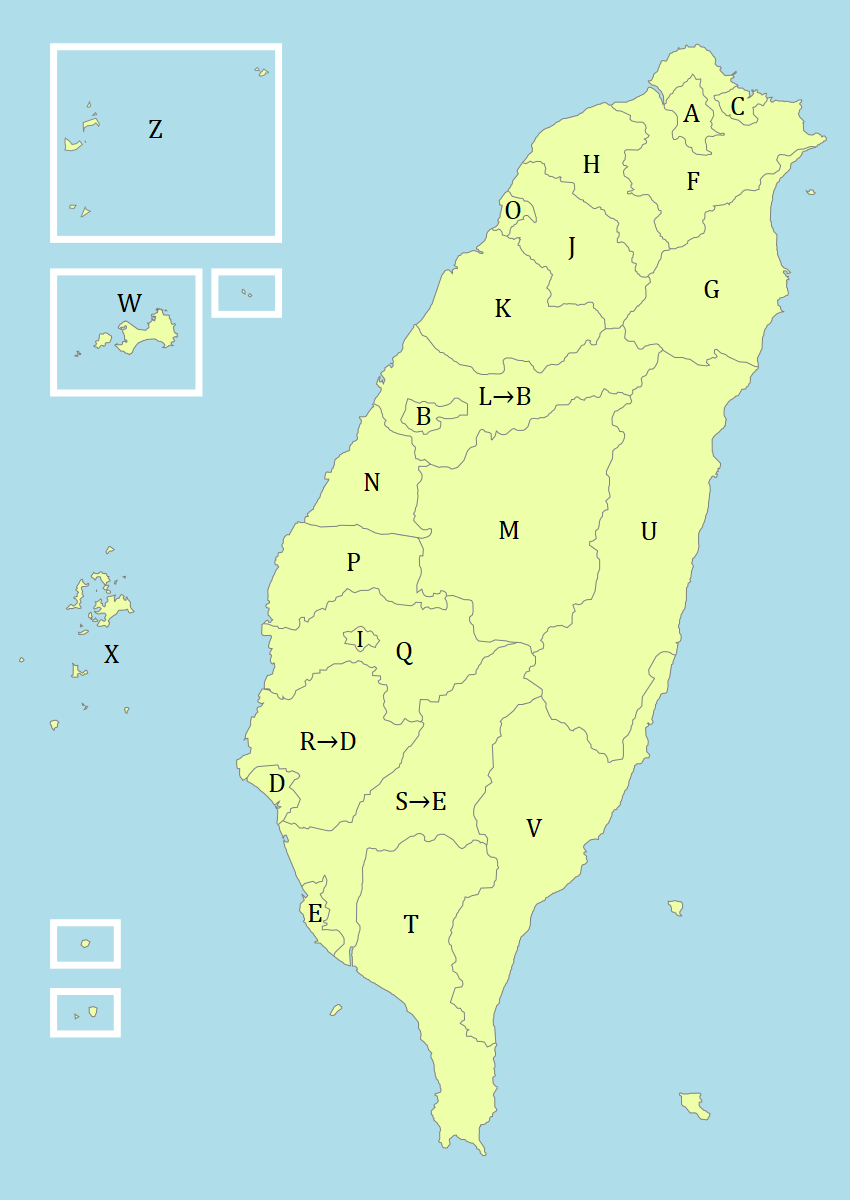
五都改制的身分證地方碼更新

配合改制直轄市，縣市之下的鄉鎮市行政區亦隨之改制。初期僅就鄉鎮市為區、村改為里，其餘街路則不變。政府印製多款配色的「區」、「里」貼紙發放直轄市各戶，由民眾自行更正門牌。另中華民國國民身分證、戶口名簿等證明文件仍有效力，暫不更換。

### 門牌整編與戶政
由於臺灣各鄉鎮市有許多常見路名（如中正路、中山路等），改制直轄市後變成市內有多處同名道路。為此，政府單位積極宣導加註區名，以利識別；另外過去同一道路因跨越縣市而有不同名稱，目前也極積整併，最具代表的例子是臺中市臺灣大道和新北市的新北大道。
公路編號也成為問題：原先《公路法》僅有國道、省道、縣道、鄉道四種等級，導致既有縣道、鄉道因改制後不再位於縣、鄉內，因不再適用法律導致需解編，進而造成指示不明等問題。為此，交通部配合研議修正該法，擬新增市道、區道兩種，市道、區道之編號將維持原有縣、鄉道之編號。
另外，2010年12月24日17時至同月27日上午8時，因戶政事務所需更新改制後的資料，期間不受理戶籍案件。改制後的戶口名簿，會加註「民國99年12月25日合併改制」字樣。

### 交通
縣市改制亦影響臺北、高雄捷運站名：
- 臺北捷運松山新店線新店市公所站（新北市）：於2011年2月更名新店區公所站，成為台北捷運已經通車路線變更中文站名的首例；
- 高雄捷運橘線市議會站（高雄市）：由於新高雄市議會成立於原高雄縣議會址，在議會新址附近的鳳山西站，加註「高雄市議會」副站名。舊址的市議會站，則長期未更名[15]，直至2024年才正名「前金」。而部分公路客運原為跨縣市行駛，在合併以後亦改為市區公車；另外，原台北市、高雄市、金門縣、連江縣四個地方監理機關，統一收歸中央政府，改由交通部公路總局辦理。

### 高級中等學校改隸
臺灣高中初為省級管轄，因此臺北市及舊高雄市於升格直轄市後，先後接手轄區內的省立學校（省立學校在凍省之後移交中華民國教育部管理改隸國立）。理論上縣市改制直轄市時應配合改隸為市立，教育部原規劃2012年8月完成移交。然而由於改隸後，學校的支出將由各市承受。在考量財力等因素後，各市政府紛紛要求暫緩相關作業，高中職校方亦擔心地方財力不足以支持校務運作。新北市政府於2013年1月1日接管轄區內國立高級中等學校（惟國立華僑高級中等學校性質特殊仍屬國立）、臺中市政府於2017年元旦改隸、桃園市政府於2018年1月1日完成改隸，目前僅臺南市政府與高雄市政府仍未接手（高雄僅原高雄縣地區高中職）。
另學校改隸後將造成重複校名問題，例如臺中市有國立大里高級中學與臺中市立大里高級中學；新北市的國立三重高級中學與新北市立三重高級中學等。國立三重高中經過校務會議投票，已經更名為新北市立新北高級中學；國立大里高中則重啟2000年經費因素而停止的附屬中學改隸案，於2014年改隸為國立中興大學附屬高級中學。

### 國中小重名
因臺中、臺南、高雄採市縣合併，故部分國中小出現校名重複問題。國小部分因全稱為○○市△△區國民小學，因此較無問題。
- 國民小學
  - 臺中市：中正國小（西區、梧棲區）、中華國小（北區、太平區）、太平國小（北區、太平區）、文昌國小（北屯區、大甲區）、永安國小（西屯區、大安區）、成功國小（東區、東勢區）、光復國小（中區、霧峰區）、和平國小（南區、和平區）、東興國小（南屯區、新社區）、泰安國小（西屯區、后里區）、新興國小（北屯區、潭子區）。
  - 臺南市：大同國小（東區、善化區）、成功國小（中西區、西港區）、南興國小（安南區、安定區）、勝利國小（東區、永康區）、復興國小（東區、永康區）、新興國小（南區、新營區）。
  - 高雄市：大社國小（大社區、路竹區）、中山國小（鼓山區、鳳山區）、中正國小（苓雅區、鳳山區）、民權國小（前鎮區、那瑪夏區）、成功國小（苓雅區、茄萣區）、忠孝國小（鹽埕區、鳳山區）、新興國小（新興區、田寮區）、鼓山國小（鼓山區、旗山區）。

### 民間組織合併
民間組織包含內政部主管之合作社、人民團體、工業團體、商業團體、教育會、其他自由業團體（公會）；教育部主管之教師會；行政院的勞工委員會主管之產業工會、職業工會，以及行政院農業委員會主管之農會、漁會等。原來根據工業團體法、商業團體法、教育會法及相關自由業團體組織、農漁會規定，每一直轄市、縣市僅能有一個職業團體。因此，原來傾向要求合併改制縣市之相關團體，應在改制後，進行合併。
不過根據聯合國人權兩公約的精神，組成人民團體不能限制每一區域僅能存在一個同質性團體。因此目前規劃，除農漁會、自由業公會外，所有人民團體均能繼續獨立設置。至於教師會部分，由於即將因教師法修法可組成教師職業工會，因此部份直轄市教師會將不硬性強制合併。

## 後續
2017年末，时任行政院院長賴清德提出再次重劃行政區的構想。

## 参見
- 中華民國行政區劃
  - 縣 (中華民國)、市 (中華民國)、直轄市 (中華民國)
  - 中華民國大陸時期行政區劃沿革
- 臺灣行政區劃
- 2010年中華民國直轄市公職人員選舉

## 外部連結
- 縣市改制直轄市資訊網（页面存档备份，存于）中華民國內政部

政府文件
- 內政部各縣市改制直轄市案
  - 審查意見書（页面存档备份，存于）
  - 審查會議原則（页面存档备份，存于）
  - 審查會議紀錄（页面存档备份，存于）